# Współczynnik intensywności naprężeń
Współczynnik intensywności naprężeń (stress intensity factor, K) – parametr określający pole naprężeń/odkształceń w bezpośrednim sąsiedztwie frontu szczeliny lub wierzchołka pęknięcia, dla określonego rodzaju obciążenia, w jednorodnym, liniowo-sprężystym ciele.
Współczynnik intensywności naprężeń zależy od rozmiarów szczeliny i od przyłożonego obciążenia, a inaczej mówiąc – od konfiguracji szczelina-obciążenie zewnętrzne i opisuje pole naprężeń (a także pole przemieszczeń) w bezpośrednim sąsiedztwie frontu szczeliny.

## Krytyczny współczynnik intensywności naprężeń
W momencie gdy naprężenia nominalne σ przy danej długości szczeliny a osiągnie wartość prowadzącą do inicjacji rozwoju długości szczeliny (pękania), współczynnik intensywności naprężeń przyjmuje wartość krytyczną i określany jest symbolem Kc. Określany jest jako miara odporności na pękanie.
W warunkach gdy naprężenie nominalne σ przy danej długości szczeliny a osiągnie wartość, przy której następuje inicjacja rozwoju długości szczeliny (inicjacja pękania), współczynnik intensywności naprężeń osiąga wartość krytyczną i jest określany symbolem Kc. Ma on szczególne znaczenie dla badania materiałów, gdyż jest on właśnie miarą odporności materiału na pękanie.
Krytyczny współczynnik intensywności naprężeń Kc związany jest z krytyczną energią rozprzestrzeniania się pęknięcia Gc zależnościami:
- dla płaskiego stanu naprężenia:     {\displaystyle K_{c}^{2}=EG_{c}}
- dla płaskiego stanu odkształcenia:  {\displaystyle K_{c}^{2}={\frac {EG_{c}}{1-\nu }}}

gdzie: E- Moduł Younga, {\displaystyle \nu } – współczynnik Poissona.